# Pristimantis orphnolaimus
Pristimantis orphnolaimus es una especie de anfibio anuro de la familia Craugastoridae.

## Distribución
Esta especie habita en Ecuador y el noreste de Perú.

## Descripción
El macho mide 24.0 mm y la hembra 33.4 mm.

## Publicación original
- Lynch, 1970 : A new eleutherodactyline frog from Amazonian Ecuador. Proceedings of the Biological Society of Washington, vol. 83, p. 221-226[5]